# Santos Lugares de Rosas
Santos Lugares de Rosas fue el antiguo nombre que recibió entre 1836 y 1856 el poblado que más tarde conformaría la Ciudad de San Martín, cabecera del partido homónimo, ubicado al noroeste del Gran Buenos Aires.
No debe confundirse con el nombre de la localidad de Santos Lugares, en el actual partido de Tres de Febrero, surgida a partir de 1850, aunque con menciones históricas desde principios del siglo XVII.

## Origen del nombre
Durante la etapa colonial, las tierras que formaron el actual partido de General San Martín fueron conocidas como Santos Lugares, ya que en las mismas se habían instalado conventos de los padres mercedarios y franciscanos. Estas órdenes, gracias a lo producido en sus tierras contribuían al mantenimiento del Santo Sepulcro y de los Santos Lugares de Jerusalén. Quizás de ello provenga la denominación de pagos de los Santos Lugares que reemplazó a la de pago de la Virgen, por el oratorio al costado del camino al Norte. La chacra de los Franciscanos ocupaba parte de la actual planta urbana, en donde se encuentra la actual Escuela N.º 1, en la calle 52 (Belgrano), frente a la plaza central de San Martín. A pocos metros de allí se levantaría tiempo más tarde la célebre iglesia de Jesús Amoroso, hoy desaparecida. Los mercedarios estaban en tierras de las futuras localidades de San Andrés y Villa Ballester.
En 1836, un grupo de vecinos dirigidos por Félix Ballester -terrateniente nacido en el partido de San Isidro y destacado hombre público de la zona, quién tendría una actuación decisiva en la fundación del partido de General San Martín- solicitan al Poder Ejecutivo trazar calles y quintas. 
El oficial mayor del Ministerio de Gobierno Agustín Garrigós escribe en diciembre de 1836: 

...Deseando por una parte llenar los justos deseos de ese virtuoso vecindario, transmitidos por la autoridad civil y por la otra no dejar al olvido de los tiempos el nombre santo de esos lugares que le acordaron sus antiguos padres, he creído que todo podía conciliarse fijando el siguiente nombre santo y militar: Santos Lugares de Rosas...

El 11 de abril de 1837 el agrimensor Marcos Chiclana traza 81 manzanas y 49 quintas. Cada manzana, dividida en cuatro solares.
En 1840, en el antiguo convento de los Mercedarios, el gobernador de la provincia de Buenos Aires, Juan Manuel de Rosas levantó el célebre cuartel general de los Santos Lugares, en la actual localidad de San Andrés. El lugar se haría famoso por los sucesos acontecidos en 1848, cuando en la cárcel del cuartel fusilaron a Camila O'Gorman y al cura Ladislao Gutiérrez. En la antigua comandancia del campamento (única edificación que quedó en pie después de la demolición en 1906) funciona el Museo de Historia Regional Brigadier General Don Juan Manuel de Rosas.
En 1852, tras la cruenta batalla de Caseros, donde finalmente es vencido Rosas, el general Justo José de Urquiza dirigiéndose un mes después al lugar donde se desarrolló la acción militar, agasajó a sus acompañantes con un asado en los Santos Lugares de Rosas. Con Urquiza se encontraba el dibujante y pintor uruguayo Juan Manuel Besnes e Irigoyen que realizó dibujos, en uno de ellos aparece la Iglesia de Jesús Amoroso.
Para el año 1856, ante un pedido de los pobladores del año anterior, se confecciona una nueva traza urbana (debido a la declinación de la población a partir de 1852). El 6 de diciembre de ese año se sustituye el nombre de Santos Lugares de Rosas por el de General San Martín y el 18 de diciembre se aprueba el decreto que determina la nueva traza urbana y se crea la primera comisión de vecinos. Esta fue realizada por el agrimensor Juan Fernández y sirvió para que una población mayor se afincara definitivamente.